# Simple Knowledge Organization System
Simple Knowledge Organization System, neboli SKOS, je formát pro reprezentaci, sdílení a publikování heslářů, taxonomií, klasifikačních schémat, tezaurů či jakýchkoli řízených slovníků v rámci sémantického webu vycházející ze standardů RDF a RDFS. Je spravován konsorciem W3C a v současnosti je popsán standardizovanými dokumenty ve formě W3C Recommendation.

## Vývoj standardu SKOS
SKOS byl zpočátku vyvíjen pod názvem
SKOS Core v působnosti projektu Semantic Web Advanced Development for Europe (SWAD-E),
spadající pod rámec projektu EU IST – Information Society Technologies. Cílem vývoje SKOS
Core byla aplikace RDF Schéma na tvorbu tezauru kompatibilního s relevantními ISO
standardy, zejména ISO 2788 a ISO 5964. Díky open-source přístupu k vývoji SKOS Core se brzy kolem tohoto projektu vytvořila
veřejná vývojářská komunita. Proto na podzim roku 2004 převzala zodpovědnost nad dalším
vývojem pracovní skupina organizace W3C – Semantic Web Deployment Working Group. Už od
března roku 2005 byly připravovány standardizované dokumenty SKOS Core Guide a SKOS Core
Vocabulary Specification shrnující rady aplikaci SKOS.
V roce 2009 byly vydány
zatím poslední dokumenty standardizující SKOS – zejména SKOS Reference a SKOS Primer. V
současnosti je vývoj SKOS v podstatě ukončen. Pracovní skupina zodpovědná za tvorbu
specifikace je uzavřena a SKOS je standardizován v online přístupných dokumentech.

## Datový model SKOS
SKOS si z RDF odnesl strukturování dat pomocí tzv. RDF trojice (RDF triple) – subjekt → vlastnost → objekt. Ačkoliv SKOS není sám o sobě jazyk pro formální reprezentaci znalostí, je možné jej použít ve spojení s OWL, s jehož pomocí lze přidat vlastnosti pro práci s formálními ontologiemi.
Ve SKOS lze k zapsání znalosti využít pojmů identifikovaných pomocí URI, pojmenovaných použitím lexikálních popisků v jednom nebo i více jazycích. Pojmy mohou dále mít přiřazeny notace a mohou být dokumentovány různými dodatečnými poznámkami. Pojmy se mohou mezi sebou propojovat a tvořit hierarchickou i asociační síť. Pojmy se mohou sloučit do společného schématu (na úrovni celých tezaurů). Pojmy mohou být seskupeny do kolekcí (v rámci jednoho tezauru), kdy kolekce může mít vlastní popisek a může mít definováno pořadí prvků. Nakonec pojmy z různých pojmových schémat mohou mít mezi sebou definovány sémantické vazby, což umožňuje propojit mezi sebou různé KOS.

## Využití SKOS
SKOS je poměrně běžný datový model používaný pro sdílení a propojování znalostních systémů, jako jsou tezaury, klasifikační schémata nebo řízené hesláře, prostřednictvím webu. SKOS představuje standardizovaný model pro přenos informací mezi různými skupinami či přímo na sémantický web. Skupinami využívajícími SKOS jsou obvykle kromě lidí zabývající se informatikou i knihovníci.
V českém prostředí je SKOS využíván například v Polytematickém strukturovaném hesláři spravovaném Národní technickou knihovnou. V tamní aplikaci je k prezentaci dat využito spojení SKOS, RDF a XML.
Další aplikací SKOS je Mnohojazyčný tezaurus Evropské unie – Eurovoc.